# 2025년 카야오 지진
2025년 카야오 지진은 2025년 6월 15일 11시 35분 23초 PET (16:35 협정 세계시), 페루의 리마 수도권의 일부인 카야오에서 23 km 떨어진 곳에서 발생한 규모 5.6의 지진이다. 이 지진으로 2명이 사망하고 135명이 부상을 입었다.

## 지질학적 환경
페루는 나스카판이 페루-칠레 해구를 따라 남아메리카판 아래로 섭입되는 수렴형 경계 위에 있다. 두 판은 연간 약 78 mm (3 인치)의 속도로 서로를 향해 수렴하고 있다.

## 지진
이 지진의 진앙은 태평양 위며, 리마 수도권의 일부인 카야오에서 23 km 떨어져 있다. 지진은 지하 53.5 km 깊이에서 발생했으며, 수정 메르칼리 진도 계급 V 등급을 기록한 곳은 카야오, 비타르테, 산티아고데수르코구, 리마, 우르브. 산토 도밍고, 라몰리나, 산이시드로였으며, 초시카와 우아초에서는 진도 IV를 기록했다. 지진 발생 28분 후에는 규모 3.6의 여진이 발생했다. 다음날 현지 시간 12시 40분에는 규모 4.2의 또 다른 여진이 발생했다. 페루 지구물리 연구소 회장에 따르면, 6월 16일까지 최소 4번의 약하게 감지 가능한 여진이 기록되었다. 그러나 6월 17일 자정 직후 리마의 앙콘구 근처에서 규모 3.7의 지진이 기록된 후 이 숫자는 5개로 늘어났다.

## 피해 및 사상자

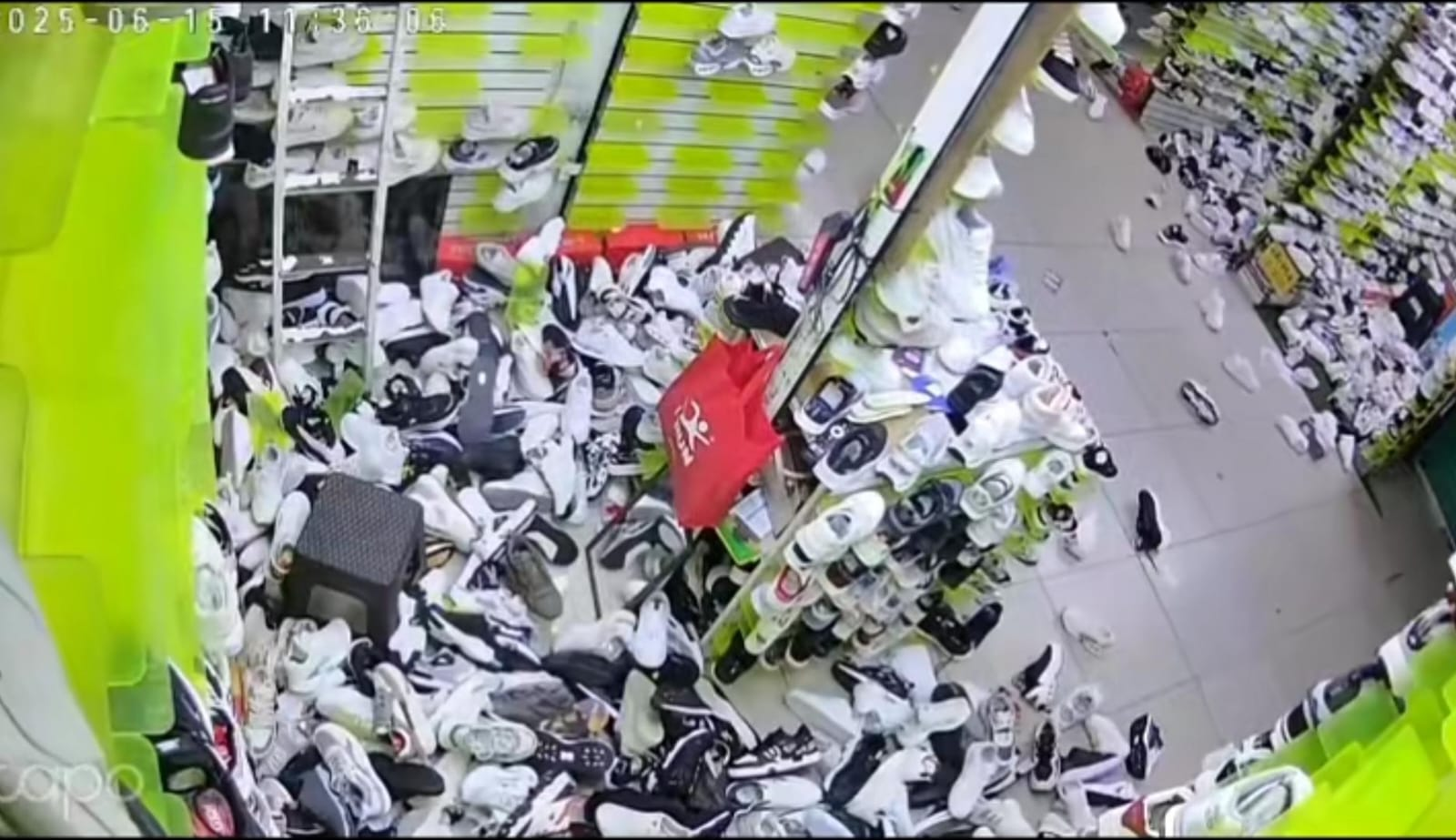
CCTV 카메라에 지진으로 인한 피해 모습이 담겼다.

리마의 인데펜덴시아 구에서 한 남성이 벽이 차량 위로 무너지면서 사망했고, 다른 한 명은 카야오에서 사망했으며, 135명이 지진으로 부상을 입었다. 카야오, 리마, 우아우라, 우아랄, 우아로치리 주에서 4채의 가옥이 전파되고 17채가 심하게 손상되었으며 147채가 피해를 입었다. 또한 38개 학교, 18개 보건소, 8개 돌봄센터, 1개 박물관, 14개 관공서, 우아카 푸클라나 고고학 유적지 및 도로가 피해를 입었다. 경찰서를 포함한 주택 및 건물의 벽과 지붕이 무너졌으며, 리마 일부 지역에서는 여러 쇼핑몰 및 쇼핑센터가 손상되어 전력 및 통신이 몇 시간 동안 중단되었다. 코스타 베르데 고속도로를 막는 산사태를 포함하여 여러 지역에서 산사태와 낙석이 발생했다. 데포르티보 가르실라소와 스포르팅 크리스탈 간의 페루 프리메라 디비시온 축구 경기는 인근 산사태로 인해 잠시 중단되었지만, 경기가 진행 중이던 에스타디오 알베르토 가야르도에는 큰 피해가 보고되지 않았다. 리마 지하철 운행도 일시적으로 중단되었고, 메트로폴리타노 발타 역의 구조물이 붕괴되었다. 카를로스 카스티요 마타솔리오 추기경이 주례하던 리마 대성당의 주일 미사는 지진으로 인해 잠시 대피해야 했다.

## 같이 보기
- 2025년 지진
- 페루의 지진 목록